# Joaquín Broto Tena
Joaquín Broto Tena (Barbastro, Huesca, 8 de diciembre de 1924-Tarrasa, 27 de agosto de 2024) fue jugador y entrenador de baloncesto español habiendo destacado en esta segunda faceta al conseguir ganar dos Copas del Generalísimo, dos Campeonatos de Cataluña, y cinco Trofeos Samaranch en los años 50 y 60.

## Trayectoria como jugador
Fue jugador de diversos equipos barceloneses como el Mediterrani, CB Metropolitano y UE Horta.

## Trayectoria como entrenador
Pese a su juventud y poca experiencia se hizo cargo del Joventut de Badalona en la temporada 1953-54 como primer entrenador consiguiendo proclamarse campeón de la Primera División Catalana y del Trofeo Samaranch tras imponerse en la final al Español por un claro 69-49. En la Copa del Generalísimo hubo de conformarse con el subcampeonato tras caer ante el Real Madrid por 56-41.
En la temporada 1954-55, nuevamente al frente del Joventut, y con una plantilla muy renovada, el equipo consiguió proclamarse campeón de la Copa superando al Real Madrid gracias a una actuación portentosa del pívot Josep Brunet. Esa misma temporada no se pudo renovar el título en la Primera División Catalana, consiguiendo el subcampeonato por detrás del FC Barcelona, pero sí que se revalidó el título de campeón del Trofeo Samaranch en superar nuevamente al Español por 68-59.
Pese a los éxitos cosechados con el Joventut de Badalona, Broto fichó por el FC Barcelona esperando contar con un gran equipo aunque la marcha de jugadores importantes como Alfonso Martínez (fichado por el Aismalibar) debilitaron el potencial de un equipo que se hubo de conformar con la cuarta posición en la Primera Catalana.
En la temporada 1956-57, la de la fundación de la primera Liga Nacional de Baloncesto, Joaquín Broto volvió al Joventut de Badalona donde las competiciones catalanas no se le resistieron a su equipo (campeón de la Primera División y del Trofeo Samaranch al superar por 55-46 al FC Barcelona), no así con las nacionales al finalizar en última posición la Liga Nacional y no conseguir la clasificación para la Copa.
Pese a los malos resultados en las competiciones nacionales el entrenador renovó su compromiso con el club de Badalona para el curso 57-58 consiguiendo completar una muy buena temporada a nivel de resultados con el subcampeonato de Liga (por detrás del Real Madrid), un nuevo Trofeo Samaranch (venciendo al Español por un ajustado 43-41) y finalmente proclamándose campeones de la Copa del Generalísimo de manera sorprendente ante el Real Madrid (74-69) tras llegar a los 2 últimos minutos de partido perdiendo por 62-51.
Sus compromisos laborales lo obligaron a abandonar el Joventut de Badalona pasando una temporada inactivo pero el presupuesto y plantilla del Orillo Verde de Sabadell, y su proximidad con la ciudad de Tarrasa donde Broto trabajaba como médico fueron factores decisivos para volver al banquillo de la Liga Nacional, consiguiendo como mejores hitos el subcampeonato de Liga y el Trofeo Samaranch (ante el Joventut por 54-55) en la temporada 1960-61.
Tras la desaparición del Orillo Verde en el verano de 1961 Joaquin Broto volvió nuevamente al Joventut de Badalona aunque el desempeño de su trabajo de médico lo obligó a compartir la dirección del equipo con el entrenador Joan Canals debido a sus continuos viajes profesionales. En su tercera etapa en Badalona el equipo no registró buenos resultados y este hecho provocó que el tándem Broto-Canals se deshiciera a mediados de temporada, siendo substituidos por Antonio Molina, hecho que implicó la retirada definitiva de Joaquín Broto como técnico, concentrándose plenamente en su trabajo como cirujano en la ciudad de Tarrasa.

## Equipos
- Joventut de Badalona (1953-55)
- FC Barcelona (1955-56)
- Joventut de Badalona (1956-58)
- Orillo Verde de Sabadell (1959-61)